# Contrat sur un terroriste
Pour plus de détails, voir Fiche technique et Distribution.
Contrat sur un terroriste (titre original : The Assignment; titre québécois : Le Mandat) est un film d'espionnage canadien réalisé par Christian Duguay, sorti en 1997.
Le film débute avec deux agents de la Central Intelligence Agency et du Mossad, Shaw et Amos, qui forment et utilisent un sosie du terroriste  vénézuélien Ilich Ramirez Sanchez alias Carlos, en la personne du Lt. Cmdr. Annibal Ramirez de l'US Navy, pour le traquer.

## Synopsis
Carlos le chacal (Aidan Quinn) s'amuse avec une prostituée, tue une araignée dans sa toile avec sa cigarette, puis expulse la femme de sa chambre. Il enfile un déguisement et se dirige vers un café où l'agent de la CIA Henry Fields (Donald Sutherland) est assis à une table. Il reconnaît Fields et lui demande du feu, mais Fields ne reconnaît pas Carlos, à cause de son déguisement. Il regarde Carlos faire exploser une grenade, tuant des dizaines de personnes.
L'année suivante, le Chacal attaque une réunion de l'OPEP pour gagner une rançon. La CIA envoie Fields pour identifier Carlos, où il prévoit secrètement de l'assassiner avec un pistolet dissimulé. Le plan est déjoué lorsque son supérieur de la CIA l'empêche de tendre la main pour serrer la main de Carlos car il pourrait être photographié par des journalistes à proximité.
En 1986, Carlos est appréhendé dans un marché en plein air à Jérusalem et brutalement interrogé par un commandant du Mossad nommé Amos (Ben Kingsley). L'homme prétend être un officier de la marine américaine nommé Annibal Ramirez dont l'identification a été perdue dans le chaos de son arrestation. Amos confirme son identité et le laisse partir, stupéfait que Ramirez ressemble exactement à Carlos. De retour chez lui, Ramirez reçoit la visite de Fields (utilisant désormais le nom de Jack Shaw) qui tente de le recruter pour se faire passer pour le chef terroriste. Ramirez refuse.
Shaw persiste, se présentant à un bal de la Marine et essayant diverses manipulations pour inciter Ramirez à accepter la mission. Il réussit finalement en confrontant Ramirez au coût humain du terrorisme de Carlos en l'emmenant à l'hôpital naval de Bethesda pour voir un garçon qui a été paralysé par l'une des bombes de Carlos.
Amos et Shaw entraînent Ramirez dans une ancienne prison au Canada. Une grande partie de sa formation est consacrée à la connaissance de la situation et à l'intériorisation des détails de la vie de Carlos. Sa formation se termine avec Carla, l'une des ex-maîtresses de Carlos, entraînant Ramirez à faire l'amour comme Carlos. Le plan consiste à convaincre le KGB, qui finance son terrorisme, que Carlos a commencé à vendre des informations à la CIA. Shaw attire l'un des ex-amants de Carlos, Agnieska, en Libye, où Ramirez la convainc de sa légitimité. Cependant, il remarque qu'elle est devenue une informatrice des services secrets français. Plusieurs agents français arrivent à leur appartement et Ramirez est obligé de les tuer.
Carlos envoie un assassin pour tuer Agnieska en France, lui ordonnant de quitter l'Europe par Londres. L'assassin se trouve à l'aéroport d'Heathrow en même temps que Ramirez et se rend compte que Ramirez est un imposteur après avoir échoué à reconnaître une phrase codée. Au cours d'une lutte, Amos et l'assassin s'entre-tuent. Après la mort d'Amos, la CIA suspend l'opération et Ramirez rentre chez lui.
Ramirez fait l'amour avec sa femme comme le ferait Carlos, et elle est dérangée par son changement. Le lendemain, lors du petit match de championnat de son fils, il se heurte à un autre père et manque de le tuer. Shaw le fait sortir de prison sous caution, et les deux hommes souffrent clairement de l'échec de leur mission. Ramirez accuse Shaw d'avoir fabriqué la scène à l'hôpital pour l'inciter à accepter la mission et Shaw menace d'utiliser la famille Ramirez comme appât pour attirer Carlos s'il essaie de reculer. Cette nuit-là, Ramirez révèle douloureusement la mission à sa femme mais part pour la continuer, sachant que sa famille ne sera jamais en sécurité tant que Carlos sera en vie.
Ramirez et Shaw se retrouvent à Berlin-Est et le KGB les photographie, en supposant que Carlos a été transformé. Enragé, le KGB fait une descente dans la maison sécurisée de Carlos, mais il s'échappe. Shaw et Ramirez l'attendent dehors, et Ramirez combat Carlos sur la rive de la rivière Spree. Il est impossible de dire lequel des deux est le vrai Carlos pendant la lutte. Alors que l'un des hommes est retenu sous l'eau par l'autre, Shaw tombe sur eux et tire plusieurs fois sur l'homme au-dessus de l'eau. Il se rend compte trop tard qu'il a tiré sur Ramirez et Carlos s'éloigne à la nage. Ramirez presse Shaw de le quitter et de tuer Carlos, mais Shaw insiste sur le fait que leur plan a fonctionné et que Carlos est une cible du KGB.
De retour à la maison, une voiture piégée semble tuer Ramirez et sa famille et Shaw assiste aux funérailles. À Saint-Martin, Ramirez reçoit une coupure de presse de l'attentat à la bombe avec une note de félicitations de Shaw, ce qui implique qu'il a organisé le meurtre pour libérer la famille Ramirez. Ramirez tue presque une araignée dans sa toile comme Carlos, mais ne le fait pas. Un texte révèle le véritable sort de Carlos - arrêté en 1994.

## Fiche technique
- Titre : Contrat sur un terroriste
- Titre original anglais : The Assignment
- Réalisation : Christian Duguay
- Scénario : Dan Gordon (en), Sabi H. Shabtai
- Photographie : David Franco, Christian Duguay
- Musique originale : Normand Corbeil
- Pays de production :  Canada
- Langue : Anglais, Français, Espagnol
- Production : Colombia Tristar
- Distribution : Motion International
- Format : Couleur
- genre : thriller, espionnage et action
- Durée : 119 minutes
- Dates de sortie : 
  - Canada : 12 septembre 1997
  - États-Unis : 26 septembre 1997
  - France : 31 décembre 1997

## Distribution
- Aidan Quinn (VF : Luc Boulad ; VQ : Jean-Luc Montminy) : Annibal Ramirez/Carlos le Chacal
- Donald Sutherland (VF : Jean-Pierre Moulin ; VQ : Ronald France) : Jack Shaw
- Ben Kingsley (VF : Jean Négroni ; VQ : Yvon Thiboutot) : Amos
- Liliana Komorowska (VQ : Marie-Andrée Corneille) : Agnieska
- Céline Bonnier (VQ : elle-même) : Carla
- Claudia Ferri (VF : Brigitte Virtudes ; VQ : elle-même) : Maura Ramirez
- Leni Parker : la réceptionniste
- Daniel Pilon : l'amiral Crawford
- Claude Genest : le père énervé du match de softball
- Vlasta Vrana (VQ : Luc Durand) : l'officier en chef du KGB